# Live USB

Live USB с Ubuntu с запущенными Firefox, OpenOffice.org и Nautilus

Live USB (читается как лайв ю-эс-би) — подключаемый по шине USB носитель данных, содержащий операционную систему с возможностью загрузки. Обычно в качестве Live USB используется флеш-накопители в силу наибольшей компактности, однако возможно применение других носителей. 
Применяется в основном для: 
- оценки новых версий операционных систем пользователем без установки их на жёсткий диск компьютера;
- восстановления данных и/или работоспособности операционной системы компьютера, например, после "заражения" вредоносными программами, или сбоя/повреждения драйверов, приводящих к STOP-ошибкам или Kernel panic;
- установки операционной системы на жёсткий диск;
- сброса пароля администратора и других действий.

## Сравнение с Live CD
По своей сути Live USB близок к Live CD, зачастую отличается от него только носителем информации (USB-накопитель вместо CD). В таком случае наследуемой особенностью Live USB является использование специальных версий операционных систем, которые обычно рассчитаны на возможность запуска на максимально широком спектре совместимых компьютеров. В этих версиях зачастую отсутствуют или существенно ограничены возможности установки ПО, настройки и сохранения параметров системы. Однако нередко возможности ОС, блокируемые на Live CD, при использовании в варианте Live USB становятся доступны. Кроме того, скорость загрузки системы и приложений с любого современного (2008 г.) USB-накопителя выше, чем с Live CD, а сам носитель может быть использован для оперативной записи созданных в процессе работы данных без подключения дополнительного накопителя. Поэтому Live USB в ряде случаев предпочтительнее Live CD.

## Установка полноценной ОС
На USB-носитель можно установить и полноценную операционную систему. Такой вариант практически идентичен установке на стационарный жёсткий диск, что ведёт к ухудшению переносимости между компьютерами, однако снимает все ограничения, характерные для Live CD. При подобном способе установки необходимо учитывать, что средняя скорость чтения/записи и объём флеш-накопителей обычно ниже аналогичных характеристик стационарных жёстких дисков, хотя выше, чем для оптических накопителей. Однако здесь многое зависит от типа носителя: во многих случаях для установки полноценной ОС используют не флеш-накопитель, а USB-жёсткий диск, что практически устраняет проблему нехватки дискового пространства.
С Live USB можно также установить операционную систему на жёсткий диск компьютера, используя его вместо CD/DVD-диска, если на компьютере отсутствует привод для чтения дисков.
Некоторые дистрибутивы операционных систем (например, Ubuntu или Windows) позволяют использовать свои дистрибутивы в качестве инструментов устранения неполадок и установщиков самих себя на компьютер одновременно. Загрузив такой дистрибутив, можно выбрать из меню необходимое действие — устранение неполадок или чистая установка операционной системы.

## Проблемы

### Сложность установки
Как правило, установка многих дистрибутивов операционных систем на Live USB требует целого ряда операций, преимущественно связанных с установкой начального загрузчика. В этом отношении подготовка Live USB к работе сложнее, чем запись Live CD.
Существуют приложения, позволяющие записывать на USB-flash накопители ранее созданные образы (*.iso, *.img) операционных систем либо их PE-версий (PE — Preinstall Environment, рабочая среда без установки ОС). Программы UltraISO и Daemon Tools являются простейшими в использовании и в то же время мощными инструментами в работе с широким кругом задач, связанных с дисковыми операциями.

### Сохранение изменений на USB-flash
Файловая система при установке часто помечается как read only, если специально не позаботиться о том, чтобы иметь возможность записи.

### Live session users
Наличие LSU не позволяет блокировать экран входа при начальной загрузке, а автоматически загружает профиль по умолчанию.

### Поддержка BIOS
Некоторые материнские платы или версии BIOS не поддерживают загрузку с USB — в первую очередь это касается устаревших моделей. В таком случае обычно можно с помощью загрузочной дискеты или загрузочного диска произвести первичную загрузку и перенаправить её на загрузку системы с Live USB без необходимости поддержки BIOS этой функции. В основном функцию загрузки с USB-порта поддерживают материнские платы, выпущенные после 2006 года, однако встречаются платы и более ранних лет выпуска с такой функцией.

### Скорость работы и загрузки
Скорость чтения и записи USB-флеш-накопителей обычно невысока для бюджетных моделей, что создаёт трудности при работе с операционной системой и приложениями, установленными на накопителе, из-за значительных затрат времени на загрузку ОС, запуск приложений и сохранения данных на носитель.

### Ограничения на количество разделов
В операционных системах Майкрософт USB-накопители считаются съёмными носителями, и на них накладываются серьёзные ограничения — на носителе может быть создан только один раздел для файловой системы.

## Список популярных Live USB
- Slax — Live CD на базе Slackware, начиная с версии 6.0.0, получил версию дистрибутива для создания Live USB наряду с традиционным Live CD.
- MiniOS — Live USB на базе Mandriva (последнее обновление 2012.05).